# Christian Portner
Christian Portner (* 12. März 1870 in Uebeschi; † 18. Januar 1951 in Konolfingen) war ein Schweizer Evangelist.

## Leben
Christian Portner war der Sohn des Arbeiters und Kleinbauern Jakob Portner und dessen Ehefrau Anna (geb. Müller).
Er erlernte den Beruf eines Primarlehrers und wurde 1882 durch Anna von Wattenwyl in die Heiligungsbewegung eingeführt.
1896 wurde er Evangelist in der Evangelischen Gesellschaft des Kanton Bern und einer der Hauptführer des radikalen, dem sogenannten perfektionistischen Flügel der Emmentaler Heiligungsbewegung. In seinem Umfeld kam es dann öfters zu unkontrollierbaren "Geistphänomenen".
Nach jahrelangem Evangelisationsverbot für Christian Portner gründete dieser 1908 mit den Kreisen um Alfred Käser einen neuen Gemeinschaftskreis und gemeinsam mit Fritz Berger, sodass man anfangs noch von der Portner-Berger-Bewegung sprach (ab 1919 Verband Landeskirchlicher Gemeinschaften des Kanton Bern), dessen Sekretär und geistiger Leiter er über Jahrzehnte blieb. Die Hoffnung, der Verband könne der Evangelischen Gesellschaft des Kanton Bern den Rang ablaufen, ging nicht in Erfüllung; es blieb eine kleine Gemeinschaft. Die Gründung des Verbandes, und damit die Abspaltung von der Evangelischen Gesellschaft führte jedoch zu einer grundlegenden Umschichtung der religiösen Verhältnisse im Kanton Bern, die zu zahlreichen anderen Gruppierungen, unter anderem auch zur Gründung des Evangelischen Brüdervereins von 1914 führte.
Christian Portner war in erster Ehe seit 1896 mit Emma (geb. Kaufmann) und in zweiter Ehe seit 1911 mit Lina, Tochter von Albrecht Käser, verheiratet.